# SMPT:e

SMPT:e est le premier album studio du groupe de rock progressif Transatlantic. Il est paru en 2000 chez le label Metal Blade (US) et InsideOut (Europe).
Stolt Morse Portnoy TrEwavas sont les noms des musiciens ayant pris part à l'élaboration de cet opus, leurs initiales sont reprises pour nommer l'album.

## Liste des titres
Cet album est composé de 5 titres : 
1. All of the Above (30:59)
2. We all need some Light (5:54)
3. Mystery Train (6:52)
4. My new World (16:16)
5. In Held (twas) in I (17:21)

On peut dénoter, sur la pochette de l'album ainsi que dans le nom du groupe, un clin d'œil à Led Zeppelin, qui a influencé leur musique.